# Weverton Almeida Santos
Weverton Almeida Santos (nacido el 28 de marzo de 1988) es un futbolista brasileño que se desempeña como centrocampista.
Jugó para clubes como el Gama, Ponte Preta, Corinthians, Vissel Kobe, Sport Recife y Figueirense.

## Trayectoria

### Clubes
| Club         | País   | Año         |
| ------------ | ------ | ----------- |
| Gama         | Brasil | 2009        |
| Ceilandense  | Brasil | 2009        |
| Gama         | Brasil | 2010        |
| Brasiliense  | Brasil | 2010 - 2012 |
| Ponte Preta  | Brasil | 2013        |
| Corinthians  | Brasil | 2014        |
| Vissel Kobe  | Japón  | 2015        |
| Sport Recife | Brasil | 2015        |
| Figueirense  | Brasil | 2016        |